# 朝鮮貴族 (日治時期)
朝鮮貴族（：／ Joseon gwijok，日语：／ Chōsen kizoku）是日治朝鮮的統治階級之一，以除王公族（前大韓帝國皇室）以外的韓國舊貴族為主。

## 歷史
朝鮮貴族在明治43年（西曆1910年）8月29日根據日本皇室令第14號《朝鮮貴族令》而設立。將除大韓帝國皇室以外的舊韓國上流社會人士以宗親、門第、勳功為標準，授予侯爵、伯爵、子爵和男爵四等爵位。日韓併合後，共有76名韓國人接受了日本帝國授予的爵位，包括6名侯爵、3名伯爵、22名子爵、45名男爵 。1942年又增加了李恆九，加之81名繼承爵位者，歷史上總共有158名朝鮮貴族。
1910年接受了爵位者中，又有8名韓國人拒絕或後來交還了爵位的人。除此以外的68人參與了1910年10月7日的「授爵榮式」與1911年2月22日的「爵記本書奉授式」。在1911年1月12日在朝鮮總督府參與了「公債本券交付式」。
朝鮮貴族們在1911年9月9日模仿日本的「華族會」，以朴泳孝為會長，設立了「朝鮮貴族會」。
朝鮮貴族在日本殖民早期作為當地有權勢的人物，是朝鮮總督府和日本殖民者眼中重要的合作對象，直到1920年以後日本人的統治手段和政策的改變使他們的重要性日漸減少。
在1920年代以後經濟上遭遇困境的朝鮮貴族受到了總督府設立的經濟合作團體「昌福會」的支援。
在昭和22年（西曆1947年）根據皇室令第12號，廢止了朝鮮貴族。

## 特權
根據《朝鮮貴族令》，朝鮮貴族享有與華族相同的權利，包括制定「家範」的權利、承襲爵位的權利等。根據爵位的高低，朝鮮貴族們擁有不同的宮中席次。
朝鮮貴族子弟們可以免試進入京城幼稚園和學習院讀書。在生員不足的情況下，亦可免試進入東京和京都兩所帝國大學。
朝鮮貴族們在初期被排除在貴族院之外，直到1932年朴泳孝被選入為止。
朝鮮貴族們可以著大禮服。
| 侯爵 6名  | 504,000   | 尹澤榮 |
| 侯爵 6名  | 336,000   | 李載完 |
| 侯爵 6名  | 280,000   | 朴泳孝 |
| 侯爵 6名  | 168,000   | 李載覺、李海昇、李海昌 |
| 伯爵 3名  | 150,000   | 李完用 |
| 伯爵 3名  | 120,000   | 閔泳璘 |
| 伯爵 3名  | 100,000   | 李址鎔 |
| 子爵 22名 | 100,000   | 高永喜、閔丙奭、朴齊純、宋秉畯、李容稙、趙重應 |
| 子爵 22名 | 50,000    | 權重顯、金聲根、金允植、閔泳奎、閔泳韶、閔泳徽、尹德榮、任善準、李根命、李根澤、李秉武、李載崐、李夏榮、趙民熙 |
| 子爵 22名 | 30,000    | 李完鎔、李埼鎔 |
| 男爵 45名 | 50,000    | 趙羲淵、張錫周、兪吉濬 |
| 男爵 45名 | 25,000    | 金嘉鎭、金炳翊、金思濬、金思轍、金奭鎭、金永哲、金宗漢、金春熙、金鶴鎭、南廷哲、閔商鎬、閔泳綺、閔泳達、閔種默、閔炯植、朴箕陽、朴容大、朴齊斌、成岐運、尹用求、尹雄烈、李乾夏、李根湘、李根澔、李鳳儀、李容元、李容泰、李允用、李載克、李正魯、李鍾健、李胄榮、鄭洛鎔、鄭漢朝、趙慶鎬、趙東潤、趙同熙、趙鼎九、崔錫敏、韓圭卨、韓昌洙、洪淳馨 |
| 合計      | 4,529,000 | 76名 |

## 統制
與華族受宮內省的監管不同的是，朝鮮貴族受朝鮮總督的監管。
李完用的次子李恆九在1924年10月7日受男爵，是自1910年後的唯一一例。另外有3人獲昇爵。

## 朝鮮貴族列表
| 1910年拒絕接受敘爵 1910年以後升爵或新敘爵 失去爵位 |

| 爵位 | 敘爵者               | 繼承爵位者                              | 變動事項                                                   |
| ---- | -------------------- | --------------------------------------- | ---------------------------------------------------------- |
| 侯爵 | 李載完               | 李達鎔                                  |                                                            |
| 侯爵 | 李載覺               | 李德鎔                                  |                                                            |
| 侯爵 | 李海昌               | 李德柱                                  |                                                            |
| 侯爵 | 李海昇               |                                         |                                                            |
| 侯爵 | 尹澤榮               | 尹毅燮                                  |                                                            |
| 侯爵 | 朴泳孝（山崎永春）   | 朴贊汎                                  |                                                            |
| 伯爵 | 李完用               | 李丙吉                                  | 1920年，李完用升為侯爵                                     |
| 伯爵 | 李址鎔               | 李永柱                                  | 1912年李址鎔因賭博罪被逮捕，禮遇中止                       |
| 伯爵 | 閔泳璘               |                                         | 1919年因吸食鴉片罪被逮捕，並被剝奪爵位                     |
| 子爵 | 宋秉畯（野田秉畯）   | 宋鍾憲（野田鍾憲）                      | 1920年，宋秉畯升為伯爵                                     |
| 子爵 | 高永喜               | 高羲敬 - 高興謙 - 高重德                | 1920年，高羲敬升為伯爵                                     |
| 子爵 | 李完鎔               | 李宅柱                                  |                                                            |
| 子爵 | 李埼鎔               |                                         |                                                            |
| 子爵 | 朴齊純               | 朴富陽                                  |                                                            |
| 子爵 | 趙重應               | 趙大鎬 - 趙源興                         |                                                            |
| 子爵 | 閔丙奭               | 閔弘基                                  |                                                            |
| 子爵 | 李容稙               |                                         | 1919年向朝鮮總督府提出獨立請願書，爵位被剝奪               |
| 子爵 | 金允植               |                                         | 1919年向朝鮮總督府提出獨立請願書，爵位被剝奪               |
| 子爵 | 權重顯               | 權泰煥                                  |                                                            |
| 子爵 | 李夏榮               | 李圭元                                  |                                                            |
| 子爵 | 李根澤               | 李昌薰                                  |                                                            |
| 子爵 | 任善準               | 任洛鎬 - 任宣宰                         |                                                            |
| 子爵 | 李載崑               | 李海菊                                  |                                                            |
| 子爵 | 尹德榮               | 尹强老                                  |                                                            |
| 子爵 | 趙民熙               | 趙重壽 - 趙龍鎬                         |                                                            |
| 子爵 | 李秉武               | 李鴻默（武田光盛）                      |                                                            |
| 子爵 | 李根命               | 李忠世 - 李鍾承                         |                                                            |
| 子爵 | 閔泳奎               | 閔丙三（岩村德太郎）                    |                                                            |
| 子爵 | 閔泳韶               | 閔忠植                                  |                                                            |
| 子爵 | 閔泳徽               | 閔衡植                                  |                                                            |
| 子爵 | 金聲根               | 金虎圭                                  |                                                            |
| 男爵 | 尹用求               |                                         | 1910年拒絕接受敘爵                                         |
| 男爵 | 洪淳馨               |                                         | 1910年拒絕接受敘爵                                         |
| 男爵 | 金奭鎭               |                                         | 1910年拒絕接受敘爵                                         |
| 男爵 | 韓昌洙               | 韓相琦 - 韓相億                         |                                                            |
| 男爵 | 李根湘               | 李長薰                                  |                                                            |
| 男爵 | 趙羲淵（大村智三郎） |                                         | 1915年因破產而放棄爵位                                     |
| 男爵 | 朴齊斌               | 朴敍陽                                  |                                                            |
| 男爵 | 成岐運               | 成周絅 - 成一鏞                         |                                                            |
| 男爵 | 金春熙               | 金教莘 - 金正祿                         |                                                            |
| 男爵 | 趙同熙               | 趙重獻 - 趙源世                         | 因財產糾紛，兩度被暫停和取消禮遇                           |
| 男爵 | 朴箕陽               | 朴勝遠 - 朴禎緒（新井圀緒）             |                                                            |
| 男爵 | 金思濬               |                                         | 1915年，因涉嫌違反《朝鮮保安法》而被剝奪爵位               |
| 男爵 | 張錫周（高谷義）     | 張寅源                                  |                                                            |
| 男爵 | 閔商鎬               | 閔泳頊                                  |                                                            |
| 男爵 | 趙東潤               | 趙重九                                  |                                                            |
| 男爵 | 崔錫敏               | 崔正源                                  |                                                            |
| 男爵 | 韓圭卨               |                                         | 1910年拒絕接受敘爵                                         |
| 男爵 | 兪吉濬               |                                         | 1910年拒絕接受敘爵                                         |
| 男爵 | 南廷哲               | 南章熙                                  |                                                            |
| 男爵 | 李乾夏               | 李範八 - 李完鍾（宮村完一）             |                                                            |
| 男爵 | 李容泰               | 李重桓                                  |                                                            |
| 男爵 | 金炳翊               |                                         | 1919年因吸食鴉片罪被剝奪爵位                               |
| 男爵 | 閔泳達               |                                         | 1910年拒絕接受敘爵                                         |
| 男爵 | 閔泳綺               | 閔健植（閔原健植） - 閔丙億             |                                                            |
| 男爵 | 李鍾健               | 李豐漢                                  | 李鍾健表示放棄爵位，但朝鮮總督府不允許，因此他的爵位被保留 |
| 男爵 | 李鳳儀               | 李起元 - 李康軾 - 李弘宰（大本弘宰）    |                                                            |
| 男爵 | 尹雄烈               | 尹致昊（伊東致昊）                      | 1913年，尹致昊因105人事件入獄，並被剝奪爵位                |
| 男爵 | 李根澔               | 李東薰                                  |                                                            |
| 男爵 | 金嘉鎭               |                                         | 1919年逃亡中國上海參加朝鮮獨立運動，因此爵位不能被繼承     |
| 男爵 | 鄭洛鎔               | 鄭周永 - 鄭斗和                         |                                                            |
| 男爵 | 閔種默               | 閔哲勳 - 閔奎鉉 - 閔泰崑 - 閔泰崙       |                                                            |
| 男爵 | 李載克               | 李寅鎔                                  |                                                            |
| 男爵 | 李允用               | 李丙玉                                  |                                                            |
| 男爵 | 李正魯               | 李能世                                  |                                                            |
| 男爵 | 金永哲               | 金英洙（光山東源） - 金容國（光山宇顯） |                                                            |
| 男爵 | 李容元               | 李原鎬 - 李彰洙（松本彰）               |                                                            |
| 男爵 | 金宗漢               | 金世顯                                  |                                                            |
| 男爵 | 趙鼎九               |                                         | 1910年拒絕接受敘爵                                         |
| 男爵 | 金鶴鎭               | 金德漢                                  |                                                            |
| 男爵 | 朴容大               | 朴經遠                                  |                                                            |
| 男爵 | 趙慶鎬               |                                         | 1910年拒絕接受敘爵                                         |
| 男爵 | 金思轍               | 金奭基                                  |                                                            |
| 男爵 | 鄭漢朝               | 鄭天謨（東川天謨）                      |                                                            |
| 男爵 | 李胄榮               | 李圭桓 - 李卿雨（大森卿弘）             |                                                            |
| 男爵 | 閔炯植               |                                         | 閔炯植的兒子們鴉片成癮，且有前科，因此無法繼承爵位         |
| 男爵 | 李恒九               | 李丙周                                  | 1924年，李恒九被敘為男爵                                   |

## 評價
韓國人對這些與日本殖民者合作的朝鮮貴族有較強的抵觸心理，其中以所謂乙巳五賊和丁未七賊最受人唾棄。親日反民族行為真相糾明委員會將大多數位列朝鮮貴族者列入親日反民族行為者名單。

## 外部連結
- 日韓合併時的朝鮮王族和朝鮮貴族索引